# Girolamo Bellavista
Girolamo Bellavista (Palermo, 22 novembre 1908 – Palermo, 28 aprile 1976) è stato un giurista e politico italiano.

## Biografia
Avvocato e docente di diritto e procedura penale all'Università di Messina, durante la seconda guerra mondiale combatté come capitano dei bersaglieri dal 1940 al 1943 prima in Grecia e poi in Africa, dove fu catturato dagli Alleati. Negli Stati Uniti d'America prestò servizio nell'I.S.U. (Reparti di Italiani cooperatori).

### Carriera politica
Fu direttore del settimanale Ricostruzione Liberale, organo della federazione del PLI di Palermo. Vicesegretario per il gruppo giovanile liberale della Sicilia, durante il fascismo partecipò al cosiddetto "circolo dello scopone", il gruppo clandestino degli intellettuali palermitani capeggiati da Giovanni Baviera, che in seguito alla caduta del regime fascista sarebbe diventato rettore dell'Università di Palermo.
Rappresentante della corrente di destra del partito liberale, fu eletto all'Assemblea costituente italiana nel collegio di Palermo con 9.862 voti, e si iscrisse al gruppo parlamentare dell'Unione Democratica Nazionale (12 luglio 1946 - 17 gennaio 1947), passando poi a quello Liberale (7 gennaio 1947 - 31 gennaio 1948).
È stato Segretario della Commissione speciale d'inchiesta per l'esame delle accuse mosse dal deputato Cianca al deputato Chieffi dal 13 dicembre 1947 al 31 gennaio 1948.

### Carriera forense
Nel corso della sua carriera da avvocato ha difeso molti imputati in processi dall'alto impatto mediatico, come il marchese Ugo Montagna nel processo per il delitto Montesi, i frati di Mazzarino accusati di estorsioni ed omicidio e i ministri Bernardo Mattarella e Calogero Volpe nel processo per diffamazione intentato nei confronti degli attivisti Danilo Dolci e Franco Alasia. È stato inoltre l'avvocato difensore di diversi boss mafiosi, tra cui Calogero Vizzini, Vanni Sacco, Giuseppe Di Cristina, Michele Navarra e Vincenzo Rimi.
Il suo manuale Lezioni di Diritto processuale penale è stato uno dei testi più utilizzati da alcune generazioni di studenti di Giurisprudenza.
Il suo nome comparve nella Lista degli appartenenti alla P2.

## Opere
- Arringhe, Editrice Eloquentia, 1951.
- Studi sul processo penale. Volume I (1949-1952), Milano, Giuffrè, 1952.
- Lezioni di diritto processuale penale, Milano, Giuffrè, 1956.
- Studi sul processo penale. Volume II (1953-1960), Milano, Giuffrè, 1960.
- Studi sul processo penale. Volume III (1960-1965), Milano, Giuffrè, 1965.